# Isola di Campionna
L'isola di Campionna è un'isola dell'Italia, in Sardegna.

## Geografia

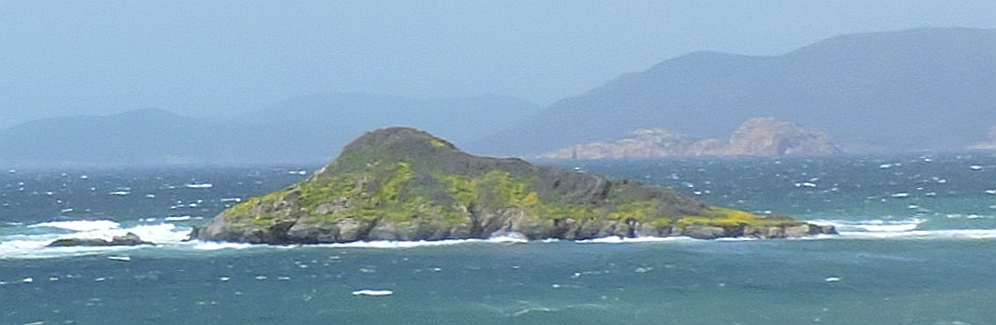
L'isola di Campionna e sullo sfondo l'Isola Rossa

Amministrativamente appartiene a Teulada, comune italiano della provincia del Sud Sardegna. L'isola è oggi disabitata, ma in passato doveva essere stata occupata ed ospita tuttora quanto resta di un nuraghe. I fondali che collegano l'isola con la Sardegna sono caratterizzati da popolamenti sommersi di Posidonia e Cymodocea nodosa